# HS 2000
HS2000 (Hrvatski Samokres: хорватський пістолет) або XD (X-treme Duty: критичний режим роботи) — серія напівавтоматичних пістолетів з полімерним каркасом і ударно-спусковим механізмом подвійної дії, куркового типу. Виготовляється в хорватському місті Карловац заводом HS Produkt (IM Metal). Springfield Armory XD або XDM це маркетингова назва зброї, яка має ліцензію і продається в США компанією Springfield Armory, Inc.

## Історія

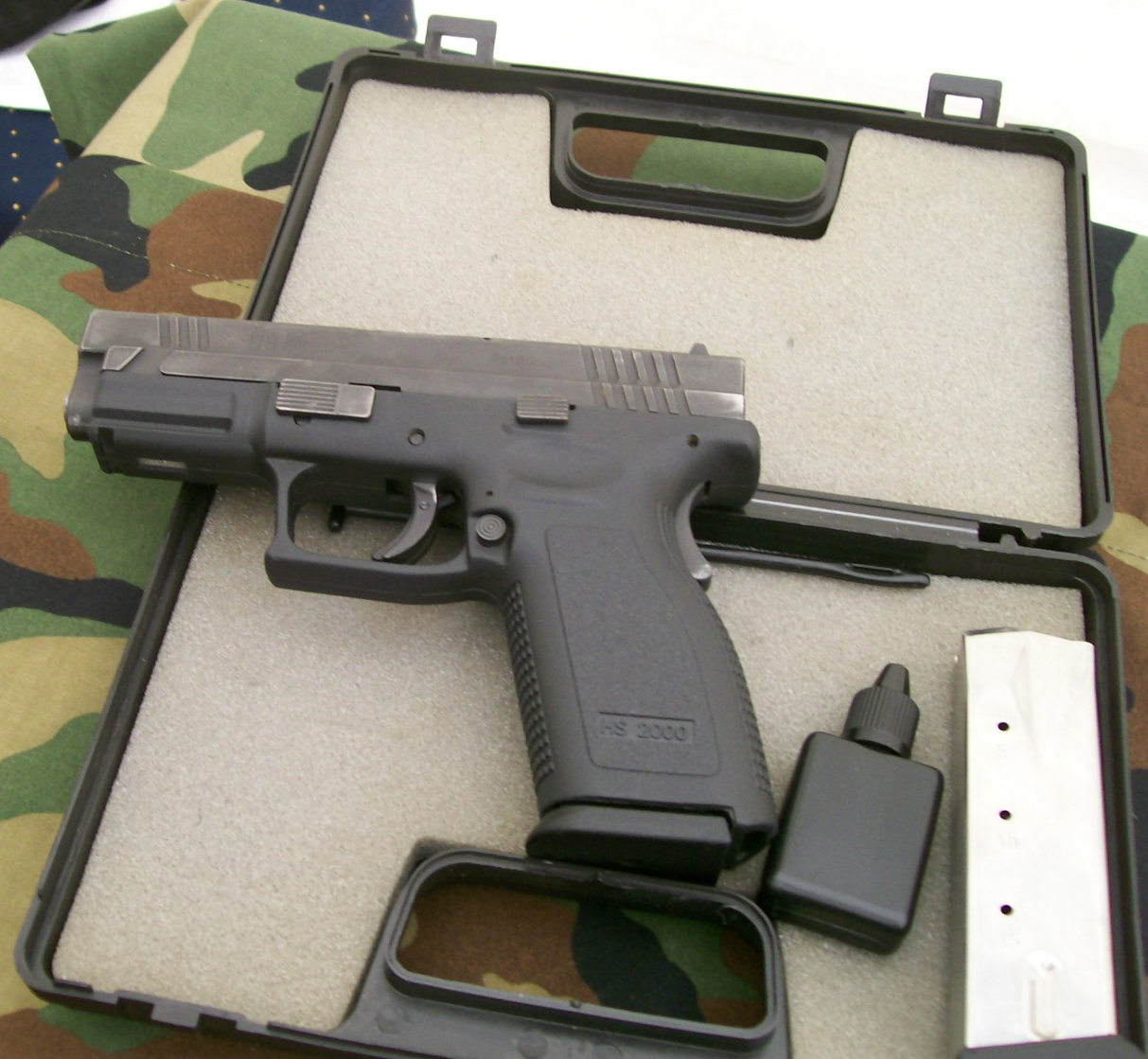
Бойовий пістолет останньої моделі HS2000

HS2000 бере початок від бойового пістолета, відомого як PHP (Prvi Hrvatski Pištolj: перший хорватський пістолет), який було вперше виготовлено в Хорватії на приватній промисловій фірмі I. M. Metal у 1991 році. Вважалося, що спроектований групою під керівництвом Марка Вуковича PHP має надійну конструкцію, але перші версії потерпали від проблем з якістю, що багато в чому пояснювалося труднощами виготовлення протягом хорватської війни за незалежність. Команда Вуковича продовжувала підправляти та покращувати конструкцію протягом наступного десятиліття, випустивши HS95 (Hrvatski Samokres: хорватський пістолет) у 1995 році та HS2000 в 1999 році.
HS2000 було прийнято на озброєння хорватським військом і правоохоронними органами як табельну зброю і ця модель продовжує залишатися такою досьогодні. Пістолет спочатку експортувався на ринок Сполучених Штатів компанією Intrac, а його розповсюдженням займалася компанія HSAmerica, яка продавала пістолет з 9 мм як HS2000.
У 2002 році Springfield Armory, Inc. провела перемовини про права ліцензування на ринку США і змінила назву на XD-9 (X-treme Duty 9x19 мм Парабелум). Відтоді Springfield Armory розширила модельний ряд, включаючи десять моделей трьох різних калібрів і п'ять різних патронів, сім варіантів довжини ствола та чотири види виконання (чорний, оливково-сірий, темно-сірий та новітній темно-землистий). У 2006 році спеціальні видання присвоїли моделі XD-45 звання Пістолет року як за оцінкою журналу American Rifleman, так і Академії передового досвіду в галузі зброярства. Серійний ряд пістолетів XD (M) здобув звання Пістолет року і в 2009 році.

## Варіанти
| Модель                 | Ствол  | Ствол | Калібр            | Місткість магазина | Місткість магазина          | Чорний | Оливково- сірий | Темно- сірий | Темно- землистий |
| Модель                 | (дюйм) | (мм)  | Калібр            | Стандарт           | Зі сполучною муфтою затвора | Чорний | Оливково- сірий | Темно- сірий | Темно- землистий |
| ---------------------- | ------ | ----- | ----------------- | ------------------ | --------------------------- | ------ | --------------- | ------------ | ---------------- |
| Субкомпакт             | 3      | 79,5  | 9x19 мм Парабелум | 13                 | 16                          | Так    | Так             | Так          | Ні               |
| Субкомпакт             | 3      | 79,5  | .40 S&W           | 9                  | 12                          | Так    | Так             | Так          | Ні               |
| Компакт                | 4      | 102,5 | .45 ACP           | 10                 | 13                          | Так    | Так             | Так          | Так              |
| Компакт                | 5      | 127   | .45 ACP           | 10                 | 13                          | Так    | Так             | Так          | Так              |
| Бойовий                | 4      | 102,5 | 9x19 мм Парабелум | 16                 | немає даних                 | Так    | Так             | Так          | Так              |
| Бойовий                | 4      | 102,5 | .40 S&W           | 12                 | немає даних                 | Так    | Так             | Так          | Так              |
| Бойовий                | 4      | 102,5 | .357 SIG          | 12                 | немає даних                 | Так    | Так             | Так          | Так              |
| Бойовий                | 4      | 102,5 | .45 GAP           | 9                  | немає даних                 | Так    | Так             | Так          | Так              |
| Бойовий                | 4      | 102,5 | .45 ACP           | 13                 | немає даних                 | Так    | Так             | Так          | Так              |
| З дулом у отворах V-10 | 4      | 102,5 | 9x19 мм Парабелум | 16                 | немає даних                 | Так    | Так             | Ні           | Ні               |
| З дулом у отворах V-10 | 4      | 102,5 | .40 S&W           | 12                 | немає даних                 | Так    | Так             | Ні           | Ні               |
| З дулом у отворах V-10 | 4      | 102,5 | .357 SIG          | 12                 | немає даних                 | Так    | Так             | Ні           | Ні               |
| Тактичний              | 5      | 127   | 9x19 мм Парабелум | 16                 | немає даних                 | Так    | Так             | Так          | Так              |
| Тактичний              | 5      | 127   | .40 S&W           | 12                 | немає даних                 | Так    | Так             | Так          | Так              |
| Тактичний              | 5      | 127   | .357 SIG          | 12                 | немає даних                 | Так    | Так             | Так          | Так              |
| Тактичний              | 5      | 127   | .45 GAP           | 9                  | немає даних                 | Так    | Так             | Так          | Так              |
| Тактичний              | 5      | 127   | .45 ACP           | 13                 | немає даних                 | Так    | Так             | Так          | Так              |
| XDM                    | 4,5    | 114,3 | 9x19 мм Парабелум | 19                 | немає даних                 | Так    | Так             | Так          | Ні               |
| XDM                    | 4,5    | 114,3 | .40 S&W           | 16                 | немає даних                 | Так    | Так             | Так          | Ні               |
| XDM                    | 4,5    | 114,3 | .45 ACP           | 13                 | немає даних                 | Так    | немає даних     | Так          | Ні               |
| XDM 3.8                | 3,8    | 96,5  | 9x19 мм Парабелум | 19                 | немає даних                 | Так    | Ні              | Так          | Ні               |
| XDM 3.8                | 3,8    | 96,5  | .40 S&W           | 16                 | немає даних                 | Так    | Ні              | Так          | Ні               |
| XDM 3.8 Компакт        | 3,8    | 96,5  | 9x19 мм Парабелум | 13                 | 19                          | Так    | Ні              | Так          | Ні               |
| XDM 3.8 Компакт        | 3,8    | 96,5  | .40 S&W           | 11                 | 16                          | Так    | Ні              | Так          | Ні               |
| XDM 3.8 Компакт        | 3,8    | 96,5  | .45 ACP           | 9                  | 13                          | Так    | Ні              | Так          | Ні               |
| XDM 5.25               | 5,25   | 133,3 | 9x19 мм Парабелум | 19                 | немає даних                 | Так    | Ні              | Так          | Ні               |
| XDM 5.25               | 5,25   | 133,3 | .40 S&W           | 16                 | немає даних                 | Так    | Ні              | Так          | Ні               |
| XDM 5.25               | 5,25   | 133,3 | .45 ACP           | 13                 | немає даних                 | Так    | Ні              | Так          | Ні               |
| XDS                    | 3,3    | 83,8  | .45 ACP           | 5                  | немає даних                 | Так    | Ні              | Ні           | Ні               |

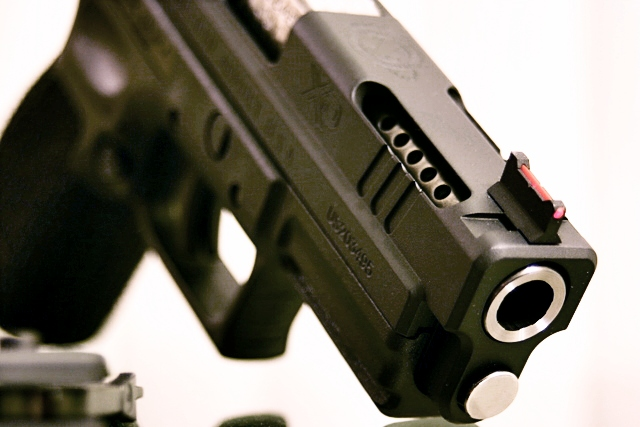
Виготовлений на замовлення Springfield-Armory XD-40 V-10, що демонструє дуло в отворах і кожух-затвор.

- Інші варіанти можна придбати в спеціалізованому магазині Springfield Armory.
- Магазини на 10 набоїв доступні для всіх моделей, окрім XDS.

## Користувачі
- Хорватія:[10] придбані Хорватською армією в 1999 р.[1]
- Ірак: 10 000 пістолетів для іракської поліції.[11]
- США: Випущені або схвалені для використання декількома управліннями поліції.[1]